# Yannick M'Boné
Yannick M'Boné, né le 16 avril 1993 à Yaoundé au Cameroun, est un footballeur camerounais joue au FC Versailles 78 au poste de défenseur central ou de milieu défensif.

## Biographie
Il passe sa jeunesse à l'Apéjès Yaoundé au Cameroun et intègre le SM Caen en 2011. Il y signe un contrat de trois ans. Son premier match pour le club a lieu le 31 août 2011 lors du 16e de finale de Coupe de la Ligue face au Stade brestois 29 remporté 3-2 par les Caennais. Il effectue sept apparitions en Ligue 1 lors de la saison 2011-2012 du SM Caen. Son club descend à l'issue de la saison. Lors de la saison suivante en Ligue 2, il ne joue que quatre matchs. 
En 2013-2014, il ne joue pas lors de la première partie de saison avant d'être prêté à l'EFC Fréjus Saint-Raphaël qui évolue en National début janvier 2014. Il y joue 12 matchs.
Il prolonge d'un an son contrat à Caen avant d'être prêté une nouvelle fois à Saint-Raphaël lors de la saison 2014-2015, où il joue 33 matchs toutes compétitions confondues.
Libre à la fin de la saison, il s'engage à la Berrichonne de Châteauroux, qui évolue en National.
Il est titulaire indiscutable dans ce club qui monte en Ligue 2 à l'issue de la saison 2016-2017 de National.
Lors de la saison 2018-2019, il est avec Aldo Angoula l'un des deux délégués syndicaux de l'UNFP au sein de la Berrichonne de Châteauroux.

## Statistiques
| Saison                | Club                            | Championnat           | Championnat | Championnat | Coupe nationale | Coupe nationale | Coupe de la Ligue | Coupe de la Ligue | Total | Total |
| Saison                | Club                            | Division              | M.          | B.          | M.              | B.              | M.                | B.                | M.    | B.    |
| 2011-2012             | SM Caen                         | Ligue 1               | 7           | 0           | 0               | 0               | 2                 | 0                 | 9     | 0     |
| 2012-2013             | SM Caen                         | Ligue 2               | 4           | 0           | 2               | 0               | 1                 | 0                 | 7     | 0     |
| 2013                  | SM Caen                         | Ligue 2               | 0           | 0           | -               | -               | 0                 | 0                 | 0     | 0     |
| Sous-total            | Sous-total                      | Sous-total            | 11          | 0           | 2               | 0               | 3                 | 0                 | 16    | 0     |
| 2014                  | EFC Fréjus Saint-Raphaël (prêt) | National              | 12          | 0           | -               | -               | -                 | -                 | 12    | 0     |
| 2014-2015             | EFC Fréjus Saint-Raphaël (prêt) | National              | 30          | 0           | 3               | 0               | -                 | -                 | 33    | 0     |
| Sous-total            | Sous-total                      | Sous-total            | 42          | 0           | 3               | 0               | -                 | -                 | 45    | 0     |
| 2015-2016             | LB Châteauroux                  | National              | 34          | 1           | 2               | 0               | 1                 | 0                 | 37    | 1     |
| 2016-2017             | LB Châteauroux                  | National              | 33          | 2           | 6               | 1               | 3                 | 1                 | 42    | 4     |
| 2017-2018             | LB Châteauroux                  | Ligue 2               | 35          | 1           | 3               | 0               | 1                 | 0                 | 39    | 1     |
| 2018-2019             | LB Châteauroux                  | Ligue 2               | 35          | 0           | 3               | 1               | 2                 | 0                 | 40    | 1     |
| 2019-2020             | LB Châteauroux                  | Ligue 2               | 27          | 2           | 1               | 0               | 1                 | 0                 | 29    | 2     |
| 2020-2021             | LB Châteauroux                  | Ligue 2               | 35          | 1           | 0               | 0               | -                 | -                 | 35    | 1     |
| 2021-2022             | LB Châteauroux                  | National              | 30          | 3           | 2               | 0               | -                 | -                 | 32    | 3     |
| Sous-total            | Sous-total                      | Sous-total            | 229         | 9           | 17              | 2               | 8                 | 1                 | 254   | 12    |
| 2022-2023             | USL Dunkerque                   | National              | 30          | 3           | 2               | 0               | -                 | -                 | 32    | 3     |
| Sous-total            | Sous-total                      | Sous-total            | 30          | 3           | 2               | 0               | -                 | -                 | 32    | 3     |
| 2023-2024             | Chonburi FC                     | League 1              | 13          | 0           | -               | -               | -                 | -                 | 13    | 0     |
| Sous-total            | Sous-total                      | Sous-total            | 13          | 0           | -               | -               | -                 | -                 | 13    | 0     |
| Total sur la carrière | Total sur la carrière           | Total sur la carrière | 325         | 12          | 24              | 2               | 11                | 1                 | 360   | 15    |